# Hetan (ort)
Hetan är en ort i Kina. Den ligger i provinsen Hunan, i den södra delen av landet, omkring 380 kilometer väster om provinshuvudstaden Changsha. Antalet invånare är 400.
Runt Hetan är det ganska tätbefolkat, med 160 invånare per kvadratkilometer. Närmaste större samhälle är Bozhou, 11,5 km norr om Hetan. I omgivningarna runt Hetan växer i huvudsak blandskog.
Genomsnittlig årsnederbörd är 1 671 millimeter. Den regnigaste månaden är maj, med i genomsnitt 276 mm nederbörd, och den torraste är december, med 46 mm nederbörd.